# Samaniego (Nariño)
Pour les articles homonymes, voir Samaniego.
Samaniego est une municipalité située dans le département de Nariño en Colombie.

## Personnalité
1. Hildegard Feldmann (1936-1990), infirmière et missionnaire laïque, y est enterrée.